# Lina Bo Bardi
Lina Bo Bardi, nata Achillina Bo (Roma, 5 dicembre 1914 – San Paolo, 20 marzo 1992), è stata un'architetta e designer italiana naturalizzata brasiliana, attiva nel panorama modernista brasiliano.

## Biografia
Dopo la laurea in Architettura conseguita a Roma, iniziò la sua carriera nello studio di Gio Ponti a Milano. 

Aprì poi il suo studio, che però non ricevette molte commissioni e venne distrutto durante un bombardamento nel 1943. Dopo quell'evento, Lina Bo divenne una militante del Partito Comunista Italiano.
Negli anni seguenti documentò la distruzione che aveva colpito l'Italia negli anni di guerra, partecipando anche al Congresso Nazionale per la Ricostruzione. Con Bruno Zevi fondò il settimanale La Cultura della Vita.
Dopo la guerra, sposò Pietro Maria Bardi con il quale, nel 1946, si trasferì in Brasile.
Qui trovò la sua felicità creativa. Divenne cittadina brasiliana nel 1951 e nello stesso anno completò il suo primo edificio come architetta, la "Casa di Vetro", nel nuovo quartiere di Morumbi a San Paolo del Brasile.
Tra i suoi progetti più significativi, il Museo d'arte di San Paolo, di cui il marito Pietro Maria Bardi fu il curatore.
L'8 marzo 2021 la Biennale di Venezia le ha conferito un Leone d'oro speciale alla Memoria; Hashim Sarkis, curatore della 17ª edizione della Mostra internazionale di architettura, ha così sintetizzato le ragioni del riconoscimento: «Se esiste un architetto che meglio di ogni altro rappresenta il tema della Biennale Architettura 2021» Come vivremo insieme?  «questa è Lina Bo Bardi. La sua carriera di progettista, editor, curatrice e attivista ci ricorda il ruolo dell’architetto come coordinatore (convener) nonché, aspetto importante, come creatore di visioni collettive. Lina Bo Bardi incarna inoltre la tenacia dell’architetto in tempi difficili, siano essi caratterizzati da guerre, conflitti politici o immigrazione, e la sua capacità di conservare creatività, generosità e ottimismo in ogni circostanza»

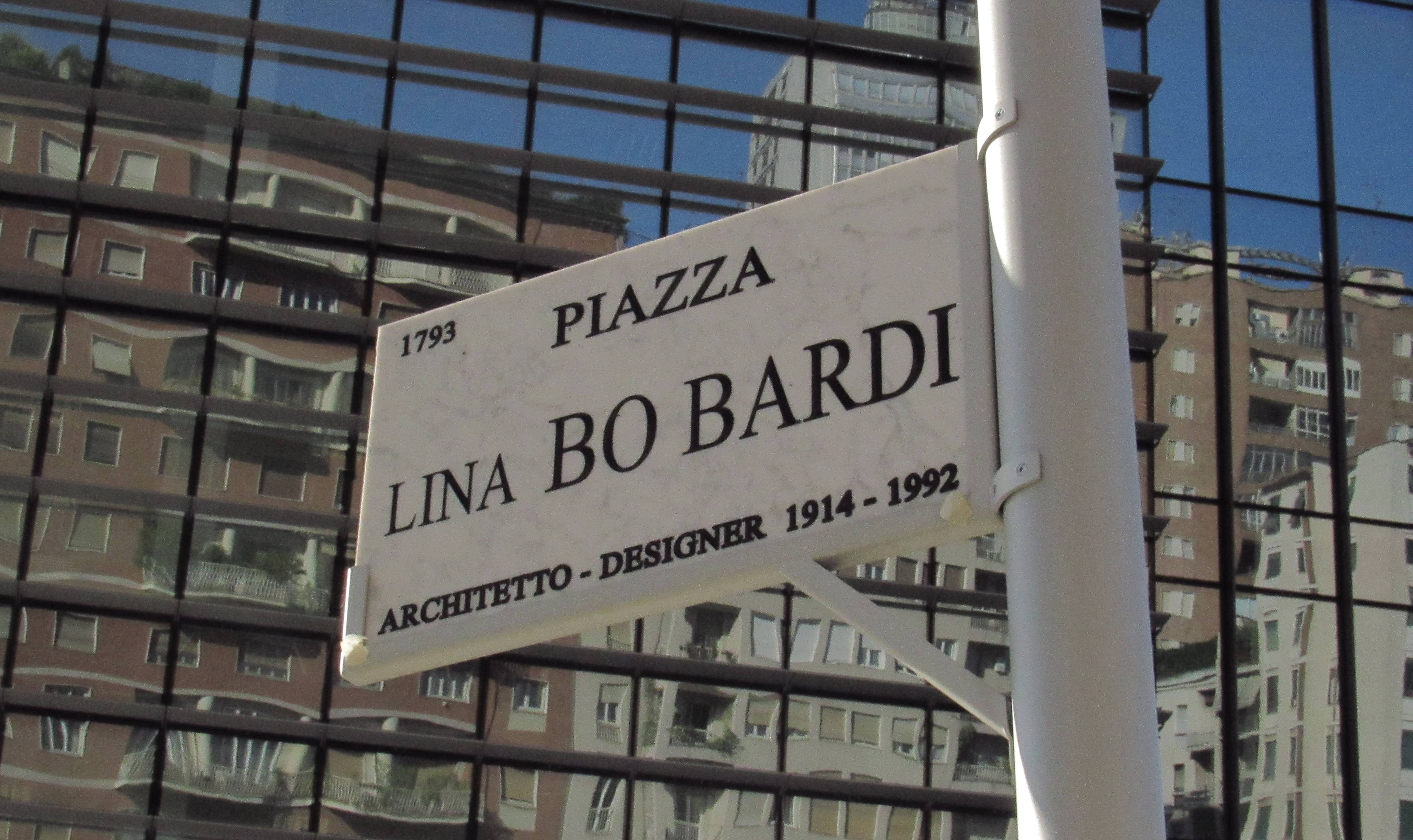
Milano. Piazza Lina Bo Bardi

Milano le ha intitolato una piazza nella nuova zona delle Varesine, ai piedi della Torre Diamante.

## Opere e progetti significativi

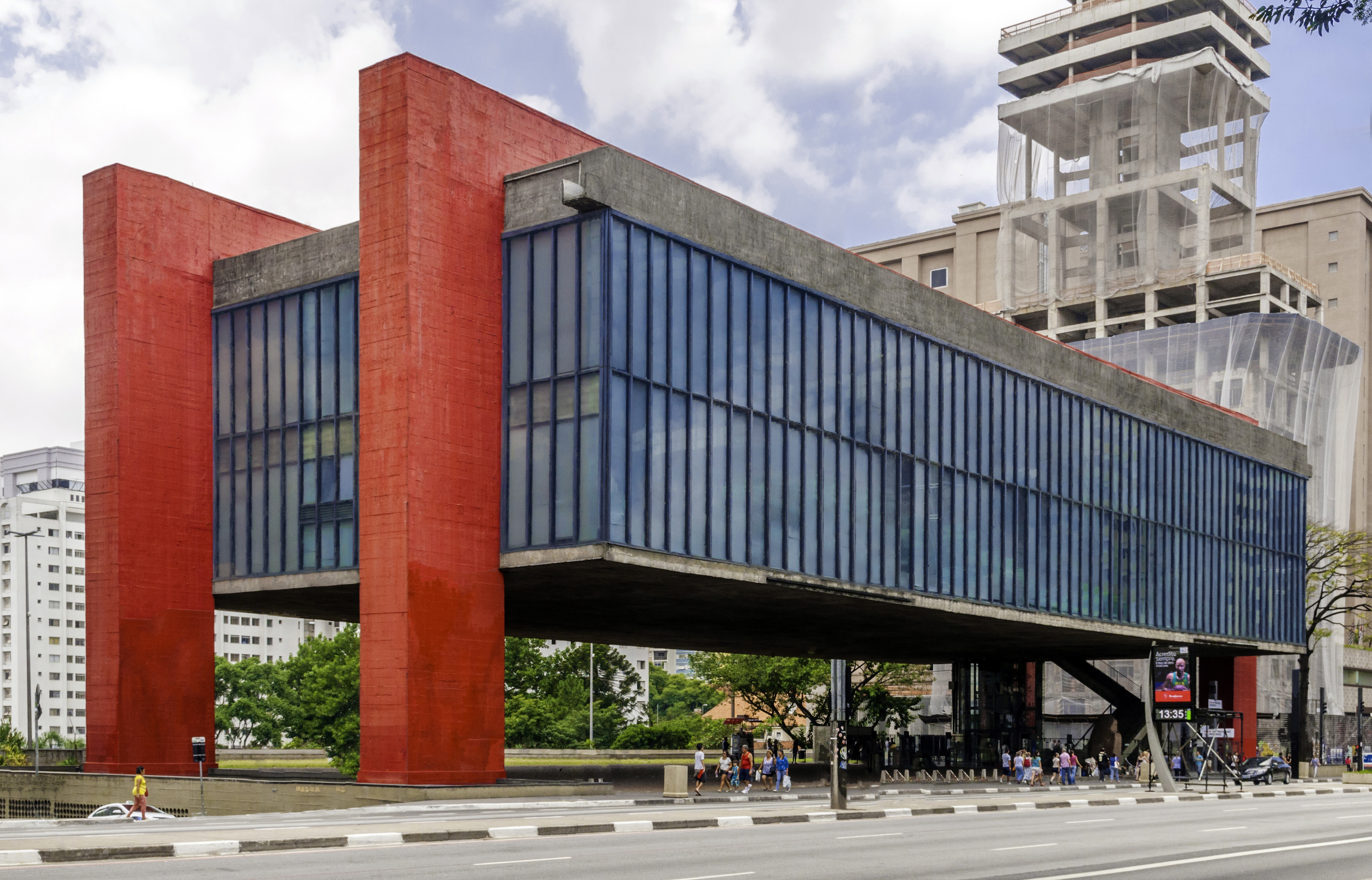
Museo d'arte. San Paolo (Brasile).

- 1950 – Diários Associados, San Paolo, Brasile
- 1950 – Museo d'Arte, São Vicente, San Paolo, Brasile
- 1950 – Edificio Taba Guayanases (in collaborazione con Pier Luigi Nervi), San Paolo, Brasile
- 1950-51 – Casa de Vidro a Morumby, San Paolo, Brasile
- 1958 – Casa Valeria Cyrell, San Paolo, Brasile
- 1977-86 – SESC Pompéia, San Paolo, Brasile
- 1987 – Teatro Gregorio de Mattos, Salvador, Brasile
- 1987 – Casa do Benin, Salvador, Brasile
- 1990-92 – Stazione di polizia, San Paolo, Brasile
- 1991 – Centro culturale Vera Cruz, San Bernardo do Campo, San Paolo, Brasile